# 月田承一郎
月田 承一郎（つきた しょういちろう、1953年〈昭和28年〉7月7日 - 2005年〈平成17年〉12月11日）は、日本の医師、医学者（医化学・分子免疫学）。学位は、医学博士（東京大学・1982年）。元・岡崎国立共同研究機構生体情報系教授、京都大学大学院医学研究科教授。兵庫県神戸市東灘区出身。
タイトジャンクションの第一人者として知られ、タイトジャンクションの主要構成タンパク質であるクローディンやオクルディン、トリセルリンを世界に先駆けて発見した。2005年に惜しまれつつも亡くなった際には、数々の著名な国際雑誌に追悼論文が掲載された。父は月田潔（薬学者・神戸薬科大学名誉教授）で、その長男にあたる。妻は同じく医学者の月田早智子。

## 経歴・人物
兵庫県神戸市東灘区生まれ。灘中学校・高等学校卒業。1978年東京大学医学部卒業。東大在学中は解剖学第一講座に所属し、細胞生物学の基礎を学び、電子顕微鏡を使った研究を開始した。1982年東京大学大学院医学系研究科博士課程（解剖学第一講座）を修了し、解剖学第三講座講師となった。1986年東京都臨床医学総合研究所（現・東京都医学総合研究所）超微形態研究部門の室長となり、1990年には岡崎国立共同研究機構生理学研究所生体情報系教授に就任した。1993年より京都大学医学部（平成7年の大学院重点化により、京都大学大学院医学研究科）教授となった。
分子生物学、細胞生物学の分野で活躍し、特にタイトジャンクションの第一人者として知られた。1993年にはオクルディン、1998年には世界で初めてクローディン、2005年にはトリセルリンを発見した。しかし、これからの活躍が期待された矢先、2003年頃より膵臓ガンを患い、2年あまりの闘病後、2005年12月11日に52歳で死去した。亡くなる前に、若い研究者へのメッセージとして、クローディンの発見に至る経緯を、著書「小さな小さなクローディン発見物語」としてまとめている。

## 略歴
- 1969年3月 灘中学校卒業
- 1972年3月 灘高等学校卒業
- 1978年3月 東京大学医学部卒業
- 1982年3月 東京大学大学院医学研究科博士課程修了 医学博士。論文の題は『Morphological bases of axonal transport』(軸索内輸送の形態学的基盤に関する研究) [14]。
- 1982年4月 東京大学大学院医学研究科解剖学第三講座講師
- 1986年7月 東京都臨床医学総合研究所超微形態研究部門室長
- 1990年1月 岡崎国立共同研究機構生理学研究所生体情報系教授
- 1993年5月 京都大学医学部医化学第2講座教授(併任)
- 1995年1月 京都大学大学院医学研究科分子細胞情報学教授
- 2005年12月11日 現職のまま死去。52歳没。

## 所属学会
- 日本細胞生物学会
- 日本癌学会
- 日本生化学会
- 日本生物物理学会

## 受賞歴
- 1988年（昭和63年） - 瀬藤賞（日本電子顕微鏡学会賞）「細胞接着因子の分子構築に関する電子顕微鏡的研究」に対して
- 1994年（平成6年） - 高松宮妃癌研究基金学術賞 「カドヘリン・カテニン細胞接着系の発見とそのがん細胞における異常の研究」に対して
- 1998年（平成10年） - 井上学術賞
- 2001年（平成13年） - マイエンブルク賞（日本人初[15]）
- 2002年（平成14年） - 上原賞
- 2005年（平成17年） - 日本学士院賞 「上皮細胞間バリアーの分子基盤の解明」に対して